# Anglos
Los anglos fueron uno de los pueblos germánicos procedentes de la Europa septentrional que ocuparon algunos territorios anteriormente pertenecientes al Imperio romano de Occidente. Se establecieron en la actual Inglaterra y junto con los sajones darían lugar a los anglosajones, que posteriormente se convirtieron en los ingleses.

## Historiografía grecorromana

### Tácito

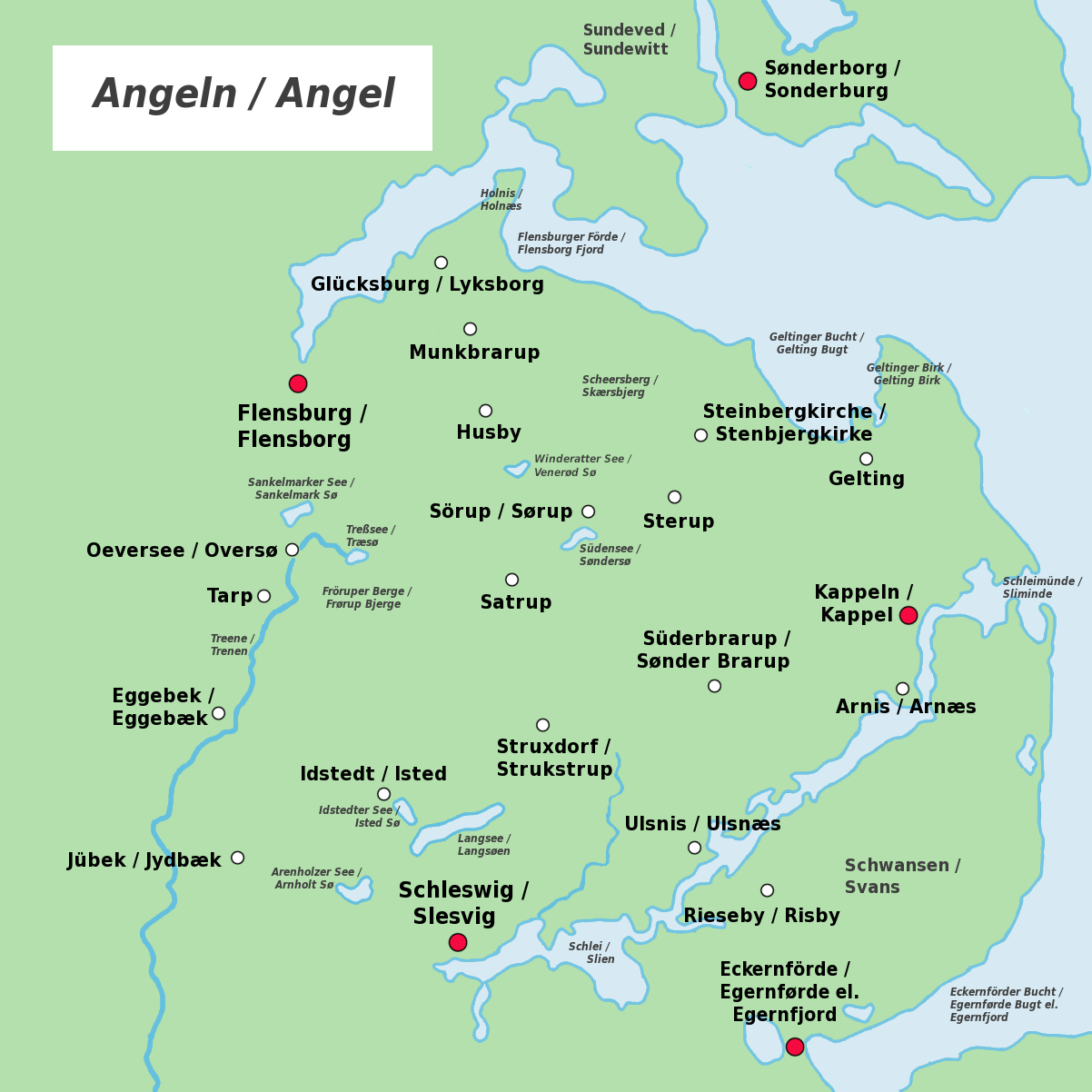
La península de Anglia en el norte de Schleswig-Holstein.

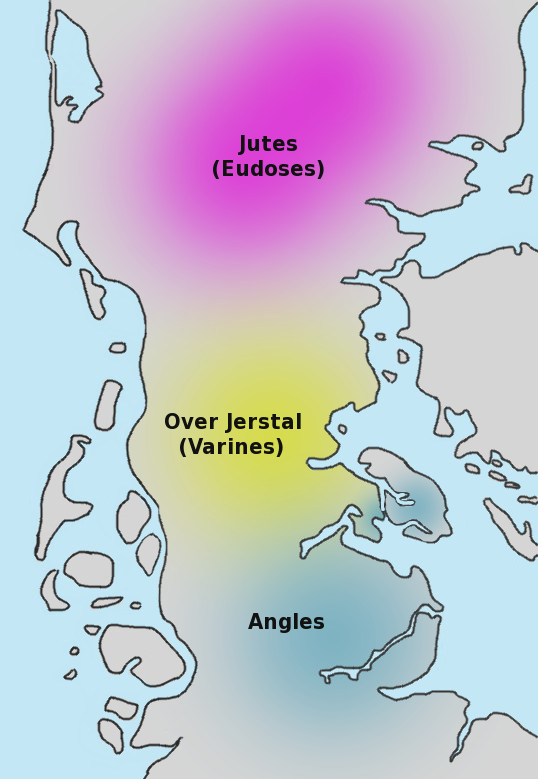
Posibles ubicaciones de los anglos y los jutos antes de su migración a Gran Bretaña.

La primera mención conocida de los anglos puede encontrarse en el capítulo 40 de la obra de Tácito Germania escrita alrededor del año 98 d. C. Tácito describe a los anglos como una de las tribus suevas más remotas en comparación con los semnones y los langobardos, que vivían en el Elba y eran más conocidos por los romanos. Agrupó a los anglos con varias otras tribus de esa región, los Reudigni, Varini, Eudoses, Suarines y Nuithones. Todos ellos vivían detrás de murallas de ríos y bosques, y por lo tanto eran inaccesibles a los ataques.
No da ninguna indicación precisa de su situación geográfica, pero afirma que, junto con las otras seis tribus, adoraban a Nerthus, o Madre Tierra, cuyo santuario estaba situado en «una isla en el Océano». Los eudoses son los jutos; estos nombres se refieren probablemente a localidades de Jutlandia o de la costa báltica. La costa contiene suficientes estuarios, ensenadas, ríos, islas, pantanos y marismas como para haber sido entonces inaccesible para quienes no conocían el terreno, como los romanos, que la consideraban desconocida, inaccesible, con poca población y de escaso interés económico.
La mayoría de los estudiosos creen que los anglii vivían en las costas del mar Báltico, probablemente en la parte meridional de la península de Jutlandia. Esta opinión se basa en parte en las tradiciones del inglés antiguo y danés sobre personas y acontecimientos del siglo IV, y en parte porque en la religión precristiana de Escandinavia se encuentran afinidades sorprendentes con el culto a Nerthus descrito por Tácito.

### Ptolomeo
Las versiones conservadas de la obra de Ptolomeo, que escribió alrededor del año 150 d. C., en su atlas Geografía (2.10), los describe de forma confusa. En un pasaje, los Sueboi Angeilloi (en griego equivalente a la grafía latina Suevi Angili), viven en una franja de tierra entre el norte del Rin y el centro del Elba, pero aparentemente sin tocar ninguno de los dos ríos, con los suevos Langobardi en el Rin a su oeste, y los suevos Semnones en el Elba extendiéndose a su este. Esto es inesperado. Sin embargo, como señaló Gudmund Schütte, los langobardos también aparecen como los «Laccobardi» en otra posición cerca del Elba y los sajones, que se considera más probable que sea correcta, y los anglos probablemente vivían en esa región también.. Debido a la incertidumbre de este pasaje, se especuló mucho sobre el hogar original de los Anglii.
Una teoría es que ellos o parte de ellos habitaban o se movían entre otros pueblos costeros, tal vez confederados hasta la cuenca del Saale (en los alrededores del antiguo cantón de Engilin) en los valles del Unstrut por debajo del Kyffhäuser, de cuya región muchos creen que procede la Lex Anglorum et Werinorum hoc est Thuringorum. Los nombres étnicos de Frisianos y Warinos también están atestiguados en estos distritos sajones.
Una segunda solución posible es que estos anglos de Ptolomeo no sean en absoluto los de Schleswig. Según Julius Pokorny, el Angri- de Angrivarii, el -angr de Hardanger y el Angl- de Anglii proceden de la misma raíz que significa «doblez», pero en sentidos diferentes. En otras palabras, la similitud de los nombres es estrictamente casual y no refleja ninguna unidad étnica más allá de la germánica. Gudmund Schütte, en su análisis de Ptolomeo, cree que los anglos han sido simplemente desplazados por un error derivado del uso de fuentes imperfectas por parte de Ptolomeo. Señala que los anglos se sitúan correctamente justo al noreste de los langobardos, pero que éstos han sido duplicados, de modo que aparecen una vez, correctamente, en el bajo Elba, y una segunda vez, incorrectamente, en el norte del Rin.

## Historiografía medieval

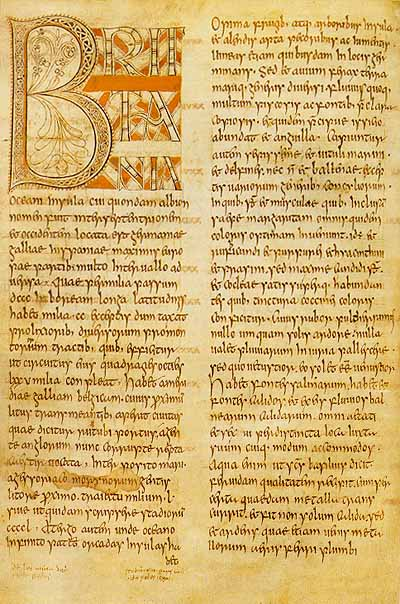
El San Petersburgo Bede,.

Bede (fallecido en 735) afirmó que los anglios, antes de llegar a Gran Bretaña, habitaban en una tierra llamada Angulus, «que se encuentra entre la provincia de los jutos y la de los sajones, y que permanece despoblada hasta el día de hoy.» La Historia Brittonum del siglo IX aporta pruebas similares. El rey Alfredo el Grande y el cronista Æthelweard identificaron este lugar con Anglia, en la provincia de Schleswig (Slesvig; aunque entonces pudo ser de mayor extensión), y esta identificación concuerda con las indicaciones dadas por Bede.
En el relato del marino noruego Ohthere de Hålogaland de un viaje de dos días desde el Ducado del fiordo de Oslo al Ducado de Schleswig, informaba de las tierras a estribor, y Alfred añadía la nota «en estas islas habitaban los “Engle“ antes de llegar aquí». Lo confirman las tradiciones inglesa y danesa relativas a dos reyes llamados Wermund y Offa de Ángel, de quienes la familia real de Mercia reclamaba la descendencia y cuyas hazañas están relacionadas con Anglia, Schleswig y Rendsburg.
La tradición danesa ha conservado constancia de dos gobernadores de Schleswig, padre e hijo, a su servicio, Frowinus (Freawine) y Wigo (Wig), de quienes la familia real de Wessex reclamaba la descendencia.[cita requerida] Durante el siglo V, los Anglii invadieron Gran Bretaña, momento a partir del cual su nombre no vuelve a aparecer en el continente excepto en el título del código legal emitido a los Thuringians: Lex Angliorum et Werinorum hoc est Thuringorum.
Los anglos son el tema de una leyenda sobre el papa Gregorio I, que casualmente vio a un grupo de niños anglos de Deira a la venta como esclavos en el mercado romano. Según la historia contada por Bede, a Gregorio le llamó la atención el aspecto inusual de los esclavos y preguntó por su origen. Cuando le dijeron que se llamaban Anglii (anglos), respondió con un juego de palabras en latín que se traduce bien al español: «Bene, nam et angelicam habent faciem, et tales angelorum in caelis decet esse coheredes» (Está bien, porque tienen cara de ángel, y esas personas deberían ser coherederas de los ángeles del cielo). Supuestamente, este encuentro inspiró al Papa a emprender una misión para llevar el cristianismo a sus compatriotas.

## Población
Según arqueológicos de cementerios hechos por Catherine Hill, que excavó unas treinta mil tumbas de inhumación y cremación, sabiendo que el período abarcó unos trescientos años y comparando con la esperanza de vida promedio de la época (33-36 años para hombres y 27-33 mujeres, 30 para todos), Alcock ha calculado, en 50 000 a 100 000 anglosajones los que vivían en Britania a inicios del siglo VI. En cambio, Whittock habla de 65 000 a 130 000.
Conociendo el crecimiento demográfico de la época y aceptando la estimación de Alcock, Michael Jones cree que de 10 000 a 20 000 germanos migraron a Britania. Está en marcado contraste con autores anteriores, que hablaban de 100 000, 200 000 y hasta 300 000-1 500 000 invasores. Jones considera que estos últimos no dan evidencia suficiente para respaldar sus afirmaciones. En tiempos recientes, eruditos como Charles Thomas hablan de 10 000 inmigrantes y que apenas 1000 o 2000 guerreros germanos participaron, como describe en sus crónicas san Gildas. En cambio, Thompson dice que los germanos eran «muchas decenas de miles».
Actualmente, la mayoría de los autores discuten las cifras, siempre especulativas, pero concluyen que debieron estar en algún punto entre los diez y cien millares, aunque en los últimos años tienden a la baja. Por ejemplo, Laing y Laing estimaban en 1979 que de 50 000 a 100 000 germanos conquistaron a un millón de britano-romanos; en 1990 los mismos autores rebajaban a los invasores a sólo 10 000 o 25 000 y los locales aumentaban a cuatro millones. La población urbana al momento de su arribo sería de 200 000 personas.

## Historia

Gran Bretaña hacia el año 600.

### Migración a Gran Bretaña
Los anglos se habían asentado desde tiempos muy antiguos (no datados) en la zona septentrional de la actual Alemania, concretamente en la región alrededor de Angeln.
En los siglos V y VI d. C., emigraron conjuntamente con los sajones y los jutos a las islas británicas aprovechando la retirada del Imperio romano de esos territorios. Sin embargo, la población autóctona (los britones) ofreció una dura resistencia. Se conservan muy pocas crónicas escritas de esta oscura época, que dio lugar a la leyenda del rey Arturo. Finalmente, los invasores quedaron organizados en siete reinos, conocidos como la heptarquía anglo-sajona.
Los anglos colonizaron Northumbria (en el actual condado de Northumberland), Anglia Oriental y Mercia. Los diversos reinos vivían en estado permanente de guerra, por lo que en busca de un mayor poder, sus jefes tomaron el título de reyes (seguirían siendo elegidos). Esta situación se prolongaría hasta cerca del año 600, cuando el rey Etelfrido de Northumbria alcanzó una cierta hegemonía entre todos los reinos germánicos de la isla. Su hijo, Oswy, amplió este poder ocupando Chesterchetos, Bangor y la isla de Carhile, cortando así las comunicaciones entre los britones de Gales y los de Strathclyde.

### Adopción del cristianismo
La adopción del cristianismo por parte de los anglos se produjo gracias a la labor llevada a cabo por la misión gregoriana, enviada por Gregorio I y dirigida por Agustín de Canterbury. Durante la invasión y colonización de la isla, estos eran reacios a cualquier idea cristiana. Sin embargo, su actitud cambió cuando recibieron predicadores enviados por Roma. El dificultoso proceso de conversión llegó a un punto de inflexión en el año 660, cuando fue admitida la práctica del cristianismo en todos los reinos anglos.
El monje griego Teodoro tuvo un papel decisivo en la organización de la primitiva Iglesia británica, al respetar la división original de los reinos. Todas las sedes dependían a su vez del primado de Canterbury, a pesar de encontrarse este en territorio sajón, y no anglo. Los altos cargos eclesiásticos pronto empezaron a ocupar posiciones de influencia en todo el país, además de una parte importante de la propiedad de la tierra, comenzando a configurarse una primitiva sociedad feudal.
Fue en esta época cuando los anglos abandonaron la escritura rúnica para adoptar el alfabeto latino, aunque a diferencia de los sajones, los anglos dejaron pocas obras escritas, aparte de algunos monumentos con inscripciones.

### Fusión de anglos y sajones
La hegemonía de Northumbria sobre la región dominada por los anglos terminó en 685, siendo rey Esfredo. Agotado por las constantes luchas contra Escocia, el reino fue vencido por los daneses. La posición dominante pasó al reino de Mercia, gobernado por el también rey anglo Offa. Al terminar el siglo VII, solo estos dos reinos quedaban como fuerzas representativas de los anglos, ya que los reyes inferiores habían ido perdiendo poder hasta verse reducidos a simples nobles.
En esta conyuntura, el rey sajón de Wessex, Egberto, sometió a ambos. En primer lugar entró en Mercia, rindiéndose con ella Anglia Oriental. Más tarde ocupó Northumbria. A partir del punto en que es reconocido señor de este territorio, en 827, podemos decir que la historia de los anglos queda fundida con la de los sajones.

## Organización social
Entre los anglos, la posesión y distribución de la tierra era la base de todo derecho. Esta se repartió en lotes de extensión variable, desde el mínimo para alimentar a una familia hasta grandes extensiones correspondientes a nobles y reyes. La excepción a esto era el Folcland, extensión de tierra común a todos los reinos y que necesitaba aprobación de una asamblea para venderse. El Folcland constituye así un curioso hecho diferencial que no se encuentra en ningún otro pueblo germánico.
La sociedad estaba formada por familias de hombres libres (ceorlas), en las que el cabeza de familia o mundobora tenía absoluto control sobre familiares, criados y esclavos. Las mujeres eran literalmente compradas para contraer matrimonio con ellas. Los esclavos eran principalmente britones sometidos (especialmente en zonas occidentales) y germanos traídos de guerras anteriores (en zonas orientales).